# Apocrypta larvalis
Apocrypta larvalis är en stekelart som först beskrevs av Baker 1913.  Apocrypta larvalis ingår i släktet Apocrypta och familjen fikonsteklar. Inga underarter finns listade i Catalogue of Life.